# Viking Longships
Die Kabinenfahrgastschiffe der Baureihe der Viking Longships sind fluss- und kanalgängige Binnenpassagiermotorschiffe größerer Bauart der Reederei Viking River Cruises. Die Baureihe ist benannt nach dem Arbeitstitel der Neptun Werft in Rostock. Alle Viking Longships tragen Namen aus der nordischen Mythologie und sind in Basel registriert.

## Geschichte

### Planung

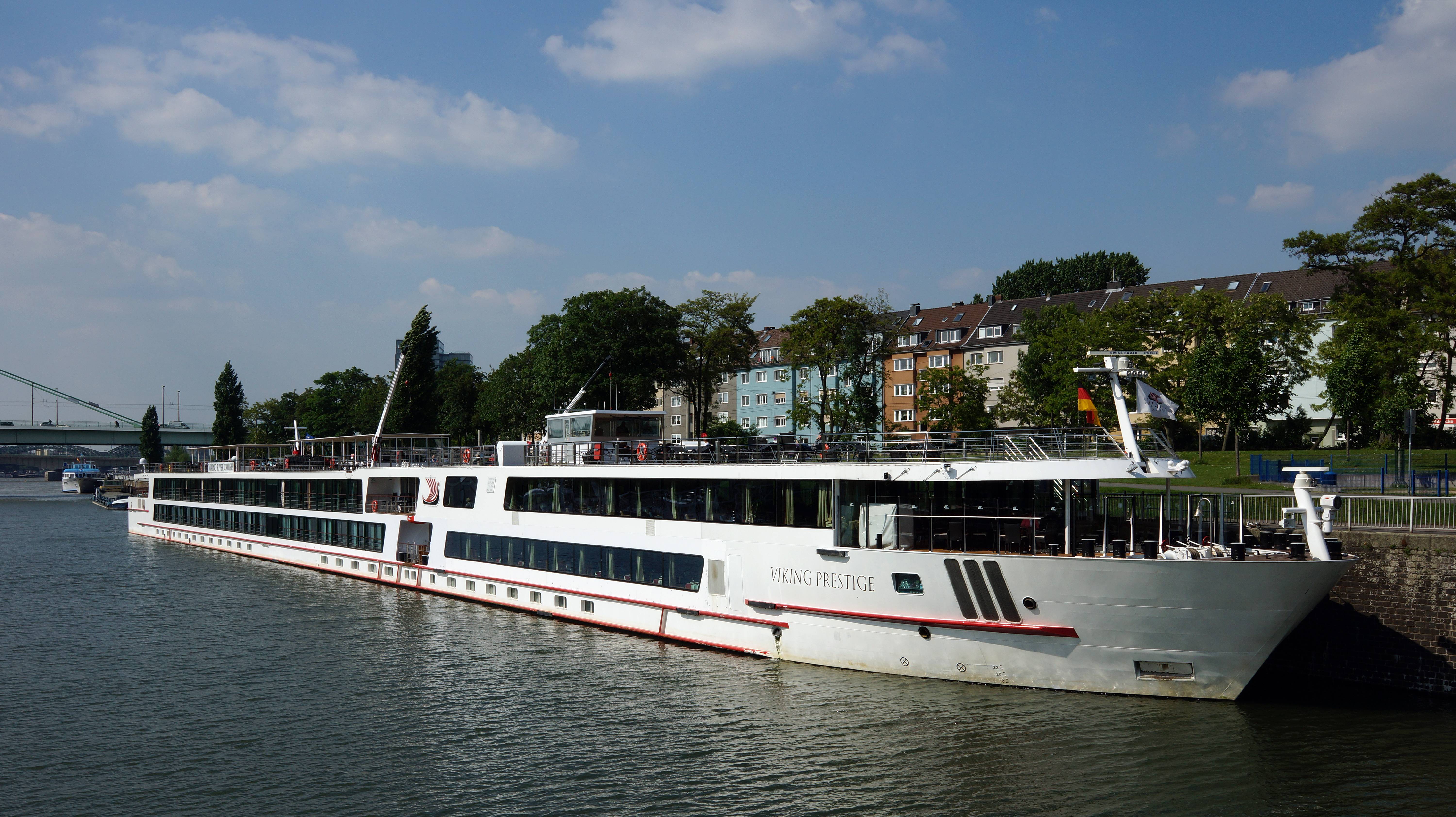
Viking Prestige, der direkte Vorgänger der Viking Longships

Nachdem mit der 2009 bei der Schiffbau- und Entwicklungsgesellschaft Tangermünde gebauten Viking Legend mit dem bei Flusskreuzfahrtschiffen erstmals verwendeten dieselelektrischen Antrieb genügend Erfahrungen gesammelt worden waren, entschied sich Viking River Cruises, diesen energiesparenden Antrieb auch bei ihrem nächsten Schiffsneubau einbauen zu lassen. Den Bauauftrag über ein Schiff mit der Option für zwei weitere erhielt im Jahr die Neptun Werft in Rostock-Warnemünde. Ab 23. November 2010 wurde dort mit der Viking Prestige ein fast baugleiches Schiff gefertigt, bei dem jedoch im Gegensatz zum Schwesterschiff anstatt drei zur besseren Lastverteilung vier Generatoren eingebaut wurden. Bei der Kiellegung verkündete die Reederei den Werftauftrag für vier weitere Schiffe, die im Frühjahr 2012 ausgeliefert werden sollten. Unter dem Projektnamen Viking Longships entwickelten Reederei und Werft gemeinsam mit den norwegischen Schiffsarchitekten Yran & Storbraaten sowie den Innenarchitekten von Rottet Studios, Los Angeles, einen völlig neuen Schiffstyp, der gegenüber seinem Vorgänger bei größerer Nutzfläche eine deutlich geringere Wasserverdrängung hatte. Die Kiellegung des Typschiffs erfolgte am 3. Mai 2011 unter der Baunummer S.521. Das am 10. Februar 2012 fertiggestellte Schiff wurde im Folgemonat an Viking River Cruises ausgeliefert. Da für alle Schiffe der Baureihe Namen aus der nordischen Mythologie vorgesehen worden waren, erhielt das erstgebaute den Namen des Göttervaters Odin.

### Bau, Ablieferung, Neubauplanung

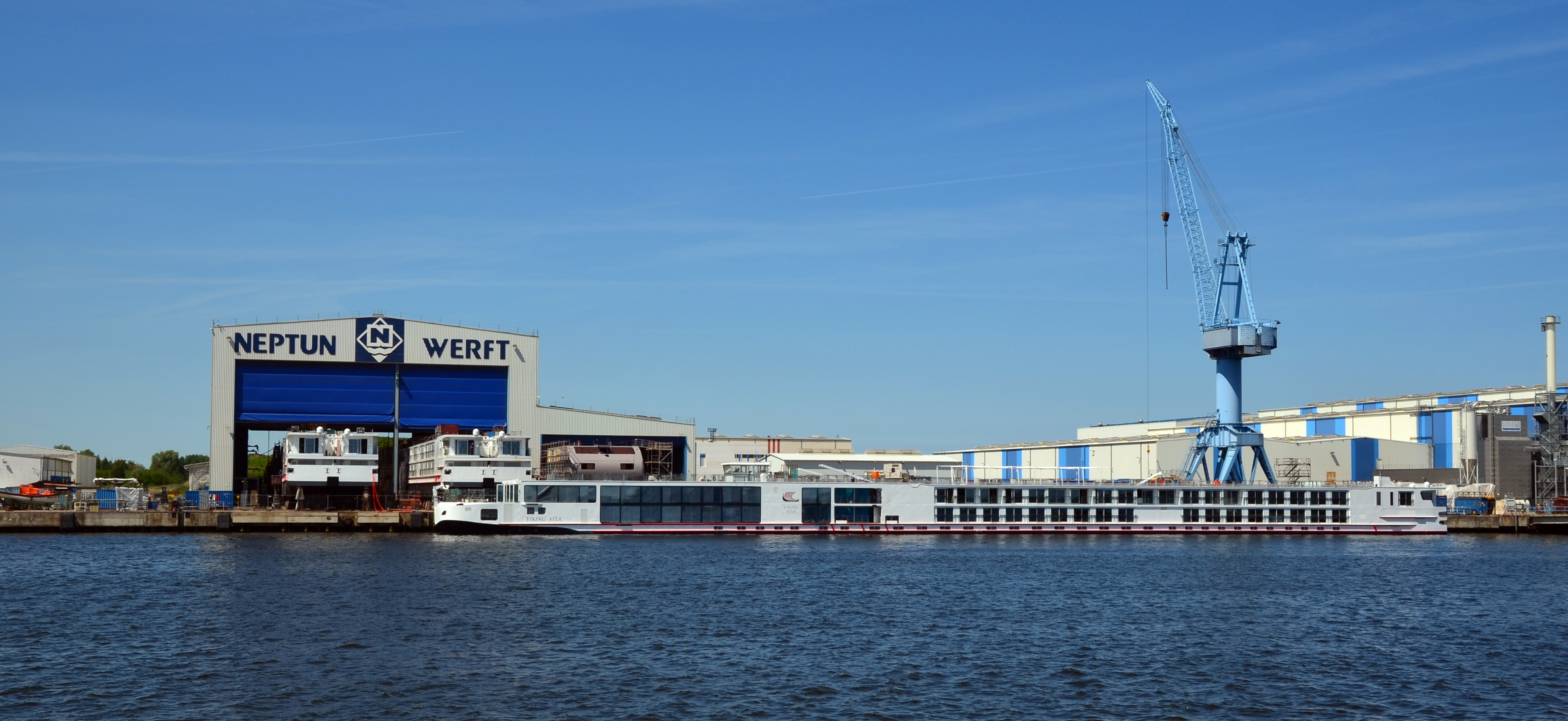
Drei Viking Longships im Bau auf der Neptun Werft

Im Jahr 2012 wurden sechs Schiffe abgeliefert, 2013 folgten zehn. Bis Juni 2014 wurden weitere 14 Longships von der Viking River Cruises AG in Basel registriert.
Von diesen bis dato 30 Schiffen wurden 25 auf der Neptun Werft in Rostock gebaut; dort werden die Schiffe in der 245 m langen Halle 8 in Sektionsbauweise gefertigt. Die fertig verschweißten Kaskos werden mit einem Schiffslift zu Wasser gelassen, wo der Endausbau stattfindet. Nachdem einige Testfahrten auf der Ostsee durchgeführt wurden, werden die Glasflächen im Bugbereich und im Unter- und Mitteldeck mit Holz verkleidet. Bei zu erwartender ruhiger See fahren die Schiffe mit eigener Kraft über den Nord-Ostseekanal entlang der Ostfriesischen Inseln bis zum IJsselmeer. Ziel der Überführungsfahrt ist in der Regel Arnheim, wo die Schiffe von der Reederei mit dem notwendigen Inventar ausgerüstet werden.
Aus Kapazitätsgründen wurden die Schiffe Viking Alsvin, Viking Bestla, Viking Eistla und Viking Ingvi für die Meyer Werft in Papenburg eingeplant und dort hergestellt. Nachträglich wurde auch die Produktion der Viking Lif nach Papenburg verlagert, das Schiff behielt aber seine bereits vergebene Baunummer S.543 der Neptun Werft.
Für das Jahr 2015 kündigte die Reederei neben zwei Schiffen, die speziell für den Einsatz auf der Elbe konzipiert werden sollten, elf weitere Longships an. Das Finanzierungspaket der KfW IPEX-Bank für diese Bestellung betrug bei einer Laufzeit von 90 Monaten 288,9 Millionen Euro. Im Frühjahr 2016 sollten dann nochmals sechs Neubauten aus der Neptun-Werft in Dienst gestellt werden. Zusätzlich bestanden Optionen für sechs Einheiten.
Im Oktober 2017 wurden sechs weitere Schiffe der Klasse mit Ablieferung im Jahr 2019 bestellt. Die Viking Einar, Viking Sigrun, Viking Sigyn, Viking Tir, Viking Ullur und Viking Vali genannten Schiffe wurden am 19. März 2019 getauft.

### Massenschiffstaufen

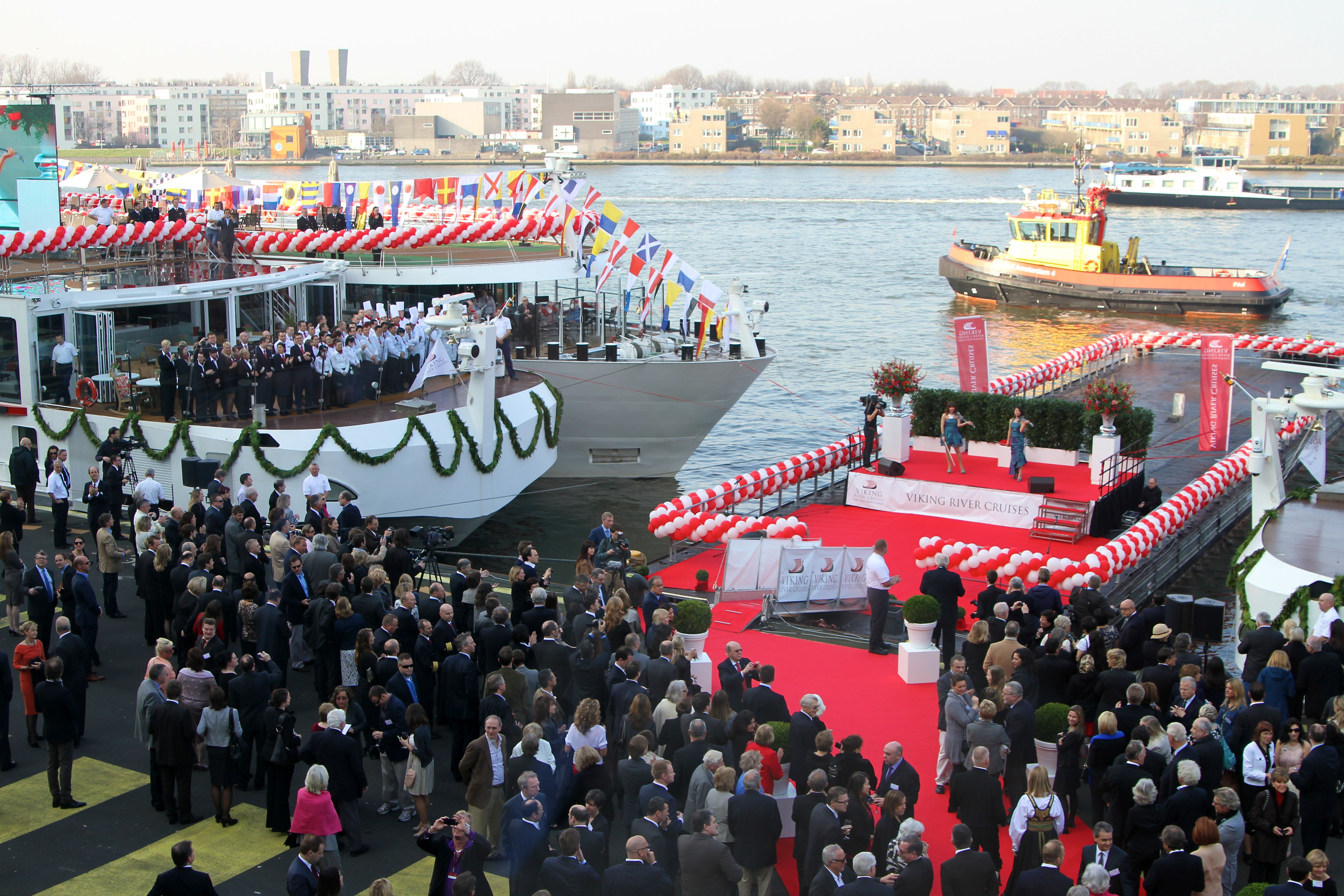
Schiffstaufe der Viking Odin und der Viking Idun am 21. März 2012 in Amsterdam

Die Viking Longships wurden bei Festakten getauft, an denen gleich mehrere Schiffe getauft wurden. Die erste dieser Veranstaltungen fand am 21. März 2012 statt, als die Schiffe Viking Odin und Viking Idun in Amsterdam und zeitgleich die Viking Freya und Viking Njord in Rostock getauft wurden.
Die Taufzeremonie am 20. März 2013 umfasste zehn Schiffe und wurde als Rekord „The Most Ships Inaugurated in One Day by One Company“ anerkannt und im Guinness-Buch der Rekorde eingetragen. In Amsterdam wurden bei diesem Termin die Viking Bragi, Viking Aegir, Viking Skadi und Viking Embla getauft und in Rostock die Viking Forseti, Viking Tor, Viking Var, Viking Atla, Viking Rinda und Viking Jarl.
Im März 2014 erfolgten die Schiffstaufen von insgesamt 18 Einheiten. Am 17. März wurden in Amsterdam die neun Viking Longships Viking Alsvin, Viking Baldur, Viking Bestla, Viking Delling, Viking Eistla, Viking Gullveig, Viking Ingvi, Viking Lif und Viking Magni getauft. Am 18. März erhielten die Viking Buri, Viking Hermod und Viking Heimdal in Avignon ihre Namen in einer Feier und am gleichen Tag in Rostock Viking Hlin, Viking Idi, Viking Kara und Viking Kvasir. In Porto wurden am 21. März die beiden kürzeren Schiffe Viking Torgil und Viking Hemming getauft.
Am 24. März 2015 wurden zehn Longships gleichzeitig getauft – acht in Amsterdam und zwei in Rostock. Die Viking Eir, Viking Gefjon, Viking Lofn, Viking Mani, Viking Modi, Viking Skirnir, Viking Ve und Viking Vidar wurden in Amsterdam getauft, die Viking Mimir und Viking Vili hingegen in Rostock, wo zeitgleich noch zwei weitere kleinere Schiffe der Reederei für den Einsatz auf der Elbe getauft wurden. Taufpaten waren ausgewählte Mitarbeiterinnen von Viking River Cruises.
Sechs weitere Einheiten wurden am 19. März 2019 getauft: die Viking Ullur und Viking Sigyn in Warnemünde, die Viking Tir und Viking Vali in Brunsbüttel sowie die Viking Sigrun und Viking Einar in Basel.
Im März 2021 lieferte die Neptun Werft mit der Viking Gymir und der Viking Egdir die vorerst letzten Schiffe der aus insgesamt 65 Schiffen bestehenden Klasse ab. Es handelt sich um die bisher längste Serie baugleicher Flusskreuzfahrtschiffe.
Im Jahr 2023 wurden acht weitere Schiffe der Klasse bestellt, die bis 2026 fertiggestellt werden sollen. Die Finanzierung des Baus wird mittels staatlicher Bürgschaften abgesichert. Dem folgte die Bestellung weiterer acht Schiffe mit geplanter Fertigstellung bis ins Jahr 2028 im Januar 2025.

### Einsatz
Die Kreuzfahrten mit den Schiffen der Baureihe werden von Viking River Cruises ausschließlich auf dem englischsprachigen Tourismusmarkt angeboten. Die zuerst ausgelieferten Schiffe setzte die Reederei zunächst auf Rhein, Main und Donau ein. Seit Frühjahr 2014 werden auch Mosel, Rhone, Saône, Dordogne, Garonne und Gironde befahren. Die vier für die französischen Fahrgebiete vorgesehenen Schiffe Viking Buri, Forseti, Hermod und Heimdal wurden Anfang Februar mit Dockschiffen zu ihren neuen Einsatzorten überführt. Zusätzlich wurden im März 2014 die speziell für den Einsatz auf dem Douro gebauten Douro Ships, Viking Hemming und Viking Torgil in Betrieb genommen, die den Longships optisch ähneln, jedoch mit 79,85 Meter deutlich kürzer sind. Durch die Viking Osfrid und die Viking Helgrim besteht die Duero-Flotte inzwischen aus vier Schiffen.

## Technische Beschreibung

### Rumpf, Decks und Ausstattung

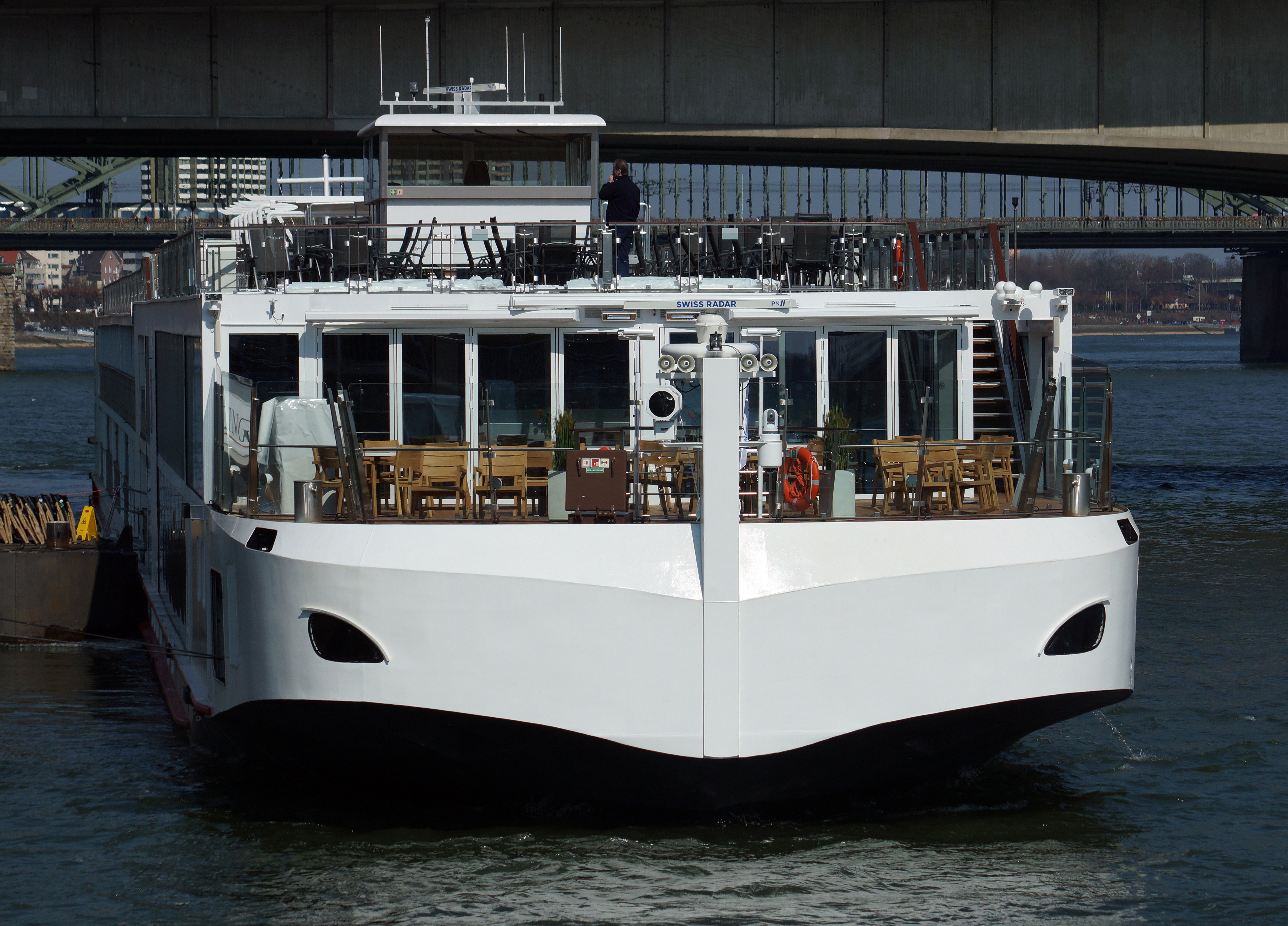
Fast stumpf auslaufender Bug der Viking Tor

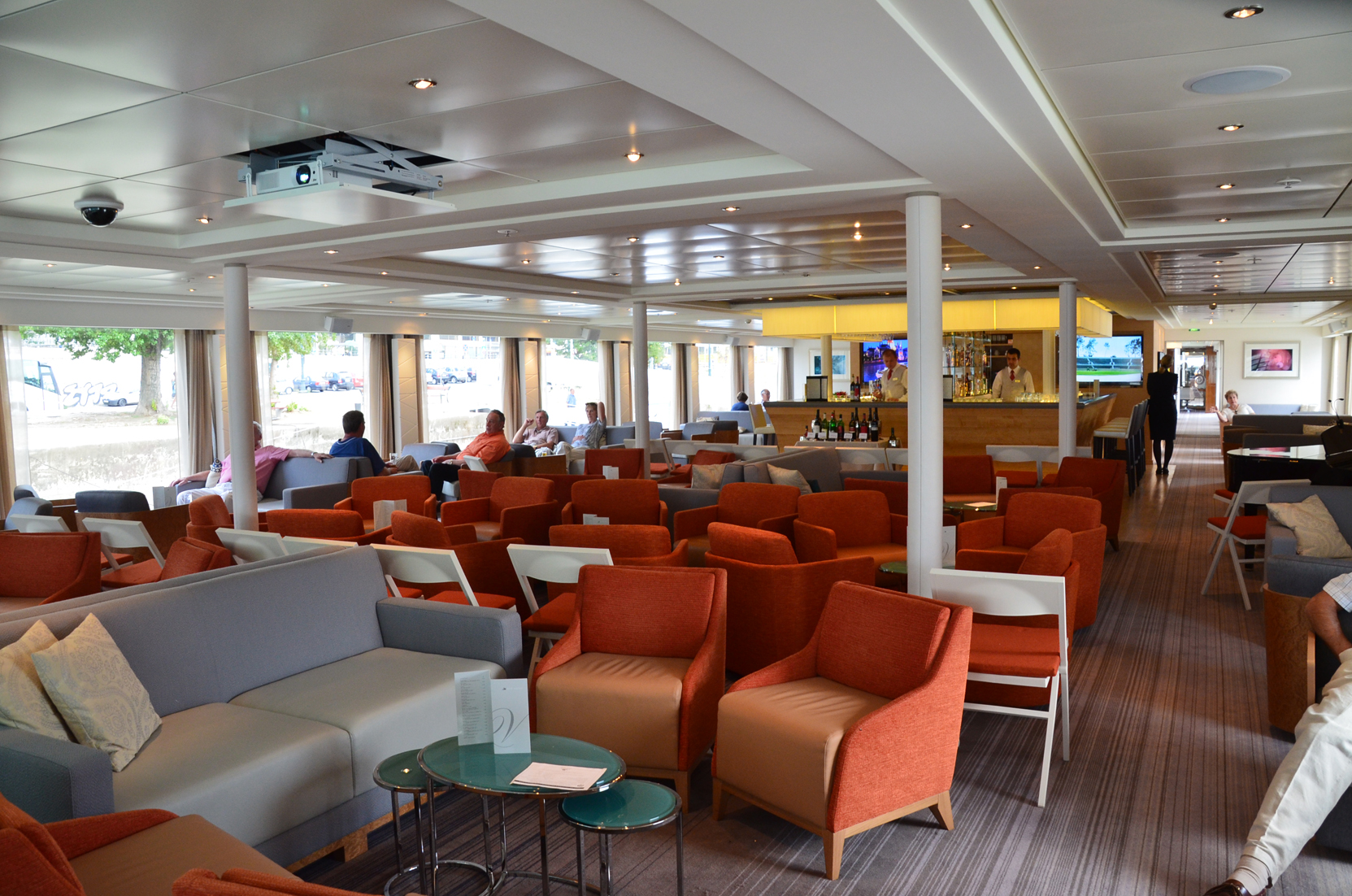
Aussichtslounge der Viking Embla

Viking Longships sind Vierdeck-Kabinenschiffe, deren Design von den norwegischen Architekten Yran & Storbraaten sowie den Rottet Studios in Los Angeles entwickelt wurde. Die neuartige Form des Vorschiffes, bei dem der Bug oberhalb der Wasserlinie fast stumpf auslaufend verlängert wurde, verleiht dieser Baureihe ein unverwechselbares Aussehen. Der Rumpf besteht aus verschweißten Stahlplatten auf Spanten und ist zum Schutz vor unkontrollierbarem Wassereinbruch mit Schotten in sieben wasserdichte Abteilungen aufgeteilt. Der Doppelboden ist in den Bereichen der Maschinenräume unterbrochen.
Die Schiffe verfügen über 95 Doppelkabinen in acht unterschiedlichen Kategorien. Sie haben eine Grundfläche zwischen 12½ und 41 m² und sind unter anderem jeweils mit einem Doppelbett, einem Duschbad und einem großen Flachbildfernseher ausgestattet. Im Haupt- und Oberdeck haben die Kabinen entweder einen französischen Balkon oder eine Veranda. Die Unterkünfte für die 45 Besatzungsmitglieder befinden sich Achtern im Unterdeck. Im Bugbereich des Hauptdecks liegt die Bordküche, an die sich das Buffetrestaurant anschließt. Oberhalb der Küche liegt im Oberdeck die offene „Aquavit-Terrasse“, die rundum mit halbhohen Glaswänden ausgestattet wurde. Der Übergangsbereich zur Aussichtslounge, in dem sich auch die Schanktheke befindet, ist wie ein Wintergarten konzipiert. Zum Windschutz kann dieser Bereich mit Schiebewänden frontseitig geschlossen werden. In der mit Polstermöbeln und kleinen Tischen ausgestatteten Aussichtslounge liegt die Bordbar. Die Eingangshalle erstreckt sich über Haupt- und Oberdeck und ist wie ein Atrium gestaltet. Durch eine Deckenverglasung kann in diesem Bereich bei Tageslicht auf Leuchtmittel verzichtet werden. Neben der Rezeption und dem Bordshop wurden dort eine Internetecke und eine Bibliothek eingerichtet. Mit einem Aufzug können Haupt- und Oberdeck auch von Fahrgästen mit Gehbehinderung erreicht werden. Neben Sitz- und Liegeplätzen ist das Sonnendeck mit einem Schachfeld und einem Putting Green ausgestattet. Die Ruhebereiche können mit Sonnensegeln und -schirmen vor Witterungseinflüssen geschützt werden. Zusätzlich wurde auf einer kleinen Fläche ein Kräutergarten für die Bordküche angelegt. Auf den älteren Schiffen des Baujahrs 2012 sind die Randbereiche des Sonnendecks mit Solarmodulen verkleidet, deren erzeugter Strom in das Bordnetz eingespeist wird. Auf den Schiffen ab Baujahr 2013 befinden sich diese Solarmodule auf dem Dach der beiden Suiten am Heck des Schiffes. Im achteren Bereich des Oberdecks befindet sich ferner eine Anzeige, auf der die Passagiere über die aktuelle Energieerzeugung der Photovoltaikanlage informiert werden.

### Stromversorgung, Antrieb und Steuerung

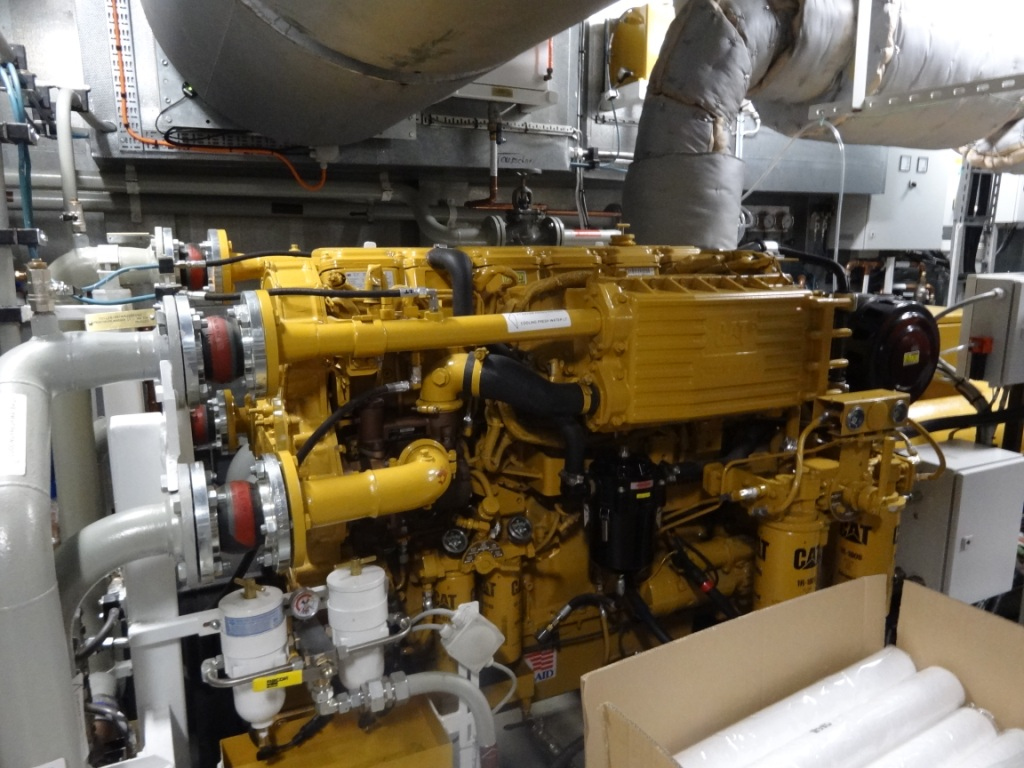
Caterpillar C18 Acert, einer der vier Dieselmotoren der Viking Odin

Ungewöhnlich für Flusskreuzfahrtschiffe ist das von E-powered Marine Solutions in Hamburg stammende Konzept der dieselelektrischen Antriebs- und Stromversorgungsanlage, das laut Angabe der Reederei bis zu 20 Prozent Treibstoffeinsparung ermöglicht. In zwei baulich getrennten Maschinenräumen im Heck und im Vorschiff wurden jeweils zwei Generatoren eingebaut, deren notwendige mechanische Energie von einem Caterpillar C32 Acert und einem C18 Acert erzeugt wird. Im Gegensatz zu anderen dieselelektrischen Systemen, sind die vier Generatoren nicht miteinander synchronisiert. Jeder C32-Zwölfzylindermotor leistet maximal 994 kW bei 1820–1830 1/min und treibt eine Asynchronmaschine an und die C18-Sechszylinder leisten maximal 383 kW (Schiffe mit Baujahr 2012) bzw. 492 kW (ab Baujahr 2013) bei 1500 1/min und treiben Synchronmaschinen an. Über Gleichrichter wird die erzeugte elektrische Leistung von maximal 2750 kW als Gleichspannung von etwa 1000 V in zwei voneinander trennbare Zwischenkreise eingespeist. Daraus entnehmen alle elektrischen Verbraucher ihre Energie, die wiederum über Wechselrichter in Drehstrom gewandelt wird. Auf diese Weise werden Spannungsschwankungen im Bordnetz vermieden. Je nach Strombedarf werden die Dieselmotoren über ein Energiemanagementsystem automatisch zu- oder abgeschaltet. Der vordere C18-Generator wurde vom eigentlichen Maschinenraum abgeschottet und kann deshalb als Notstromaggregat verwendet werden. Bei den neueren Schiffen ab Baujahr 2013 ist ein zusätzlicher Notstromgenerator mit 179 kVA eingebaut. Dies erlaubt einen flexibleren Betrieb aller vier übrigen Generatoren zur Energieerzeugung, da nicht mehr einer der Generatoren als Notgenerator reserviert ist.
Antrieb und Steuerung erfolgen über vier dreiflügelige um 360° drehbare Schottel STP 200-Doppelpropeller die jeweils von einem 315 kW starken asynchronen Elektromotor vom Typ WH 315 ML 4 von AEM Dessau angetrieben werden. Das Schiff hat eine Maximalgeschwindigkeit von 20 km/h. Als Bugstrahlruder und falls notwendig als Notantrieb stehen zwei Schottel SPJ 82 RD mit jeweils 340 kW zur Verfügung. Vier Schiffe des Baujahrs 2013 (S. 539–542) verfügen über vier Schottel SCD 200, die jeweils von einem permanent erregten Elektromotor vom Typ SMPW 250 M16 des Herstellers Ramme mit einer Leistung von 360 kW angetrieben werden.

### Schiffsübersicht
– alphabetisch nach Namen vorsortiert –
| Bauname         | Baujahr | Bauwerft     | Baunummer | ENI-Nummer | Schiffsregister Ersteintrag | Bild                                                           |  |
| --------------- | ------- | ------------ | --------- | ---------- | --------------------------- | -------------------------------------------------------------- |  |
| Viking Aegir    | 2012    | Neptun Werft | S.526     | 07001957   | 14. August 2012             | 20. März 2013, Amsterdam, Eszter Völner                        |  |
| Viking Alruna   | 2016    | Neptun Werft | S.565     | 07002038   | 25. Februar 2016            | 1. März 2016, Amsterdam Michelle Chimko                        |  |
| Viking Alsvin   | 2014    | Meyer Werft  | S.704     | 07001989   | 26. März 2014               | 17. März 2014, Amsterdam, Mary Berry                           |  |
| Viking Atla     | 2013    | Neptun Werft | S.536     | 07001968   | 20. August 2013             | 20. März 2013, Rostock, Birgit Brandner-Wallner                |  |
| Viking Baldur   | 2013    | Neptun Werft | S.537     | 07001969   | 20. August 2013             | 17. März 2014, Amsterdam, Kathryn Burney-Mazza                 |  |
| Viking Bestla   | 2014    | Meyer Werft  | S.703     | 07001988   | 26. März 2014               | 17. März 2014, Amsterdam, Pam Young                            |  |
| Viking Bragi    | 2013    | Neptun Werft | S.528     | 07001961   | 26. Februar 2013            | 20. März 2013, Amsterdam, Dertje Meijer                        |  |
| Viking Buri     | 2014    | Neptun Werft | S.540     | 07001978   | 9. Januar 2014              | 18. März 2014, Avignon, Mireille Mathieu                       |  |
| Viking Delling  | 2014    | Neptun Werft | S.542     | 07001982   | 27. Februar 2014            | 17. März 2014, Amsterdam, Ayako Ward                           |  |
| Viking Egdir    | 2021    | Neptun Werft | S.586     |            |                             |                                                                |  |
| Viking Egil     | 2016    | Neptun Werft | S.566     | 07002039   | 25. Februar 2016            | 1. März 2016, Amsterdam Jennifer Gasser                        |  |
| Viking Einar    | 2019    | Neptun Werft |           |            |                             | 19. März 2019, Basel                                           |  |
| Viking Eir      | 2015    | Neptun Werft | S.550     | 07002021   | 11. März 2015               | 24. März 2015 Amsterdam, Clare Armitage                        |  |
| Viking Eistla   | 2014    | Meyer Werft  | S.702     | 07001987   | 26. März 2014               | 17. März 2014, Amsterdam, Geraldine Ree                        |  |
| Viking Embla    | 2012    | Neptun Werft | S.525     | 07001956   | 5. Juli 2012                | 20. März 2013, Amsterdam, Zhang Ling                           |  |
| Viking Forseti  | 2013    | Neptun Werft | S.533     | 07001965   | 22. Mai 2013                | 20. März 2013, Rostock, Alexandra Lobkowicz                    |  |
| Viking Freya    | 2012    | Neptun Werft | S.523     | 07001954   | 17. April 2012              | 21. März 2012, Rostock, Rebecca Eaton                          |  |
| Viking Gefjon   | 2015    | Neptun Werft | S.555     | 07002016   | 11. März 2015               | 24. März 2015 Amsterdam, Verona Thiele                         |  |
| Viking Gersemi  | 2020    | Neptun Werft |           |            |                             |                                                                |  |
| Viking Gullveig | 2014    | Neptun Werft | S.544     | 07001984   | 27. Februar 2014            | 17. März 2014, Amsterdam, Hanh Haley                           |  |
| Viking Gymir    | 2021    | Neptun Werft | S.585     |            |                             |                                                                |  |
| Viking Heimdal  | 2014    | Neptun Werft | S.541     | 07001979   | 9. Januar 2014              | 18. März 2014, Avignon, Susie Barrie                           |  |
| Viking Herja    | 2017    | Neptun Werft | S.568     | 07002059   | 2. März 2017                | 7. März 2017, Koblenz, Stephanie Löwenstein-Wertheim-Rosenberg |  |
| Viking Hermod   | 2014    | Neptun Werft | S.539     | 07001977   | 9. Januar 2014              | 18. März 2014, Avignon, Anne Willan                            |  |
| Viking Hervor   | 2020    | Neptun Werft |           |            |                             |                                                                |  |
| Viking Hild     | 2017    | Neptun Werft | S.567     | 07002058   | 2. März 2017                | 7. März 2017, Koblenz, Debbie Wiseman                          |  |
| Viking Hlín     | 2014    | Neptun Werft | S.548     | 07002001   | 25. Juni 2014               | 18. März 2014, Rostock, Marion Krase                           |  |
| Viking Idi      | 2014    | Neptun Werft | S.546     | 07001992   | 10. April 2014              | 18. März 2014, Rostock, Regula Oderbol                         |  |
| Viking Idun     | 2012    | Neptun Werft | S.522     | 07001951   | 6. März 2012                | 21. März 2012, Amsterdam, Lisa Randall                         |  |
| Viking Ingvi    | 2014    | Meyer Werft  | S.701     | 07001985   | 27. Februar 2014            | 17. März 2014, Amsterdam, Anne Morgan Scully                   |  |
| Viking Jarl     | 2013    | Neptun Werft | S.535     | 07001970   | 4. Juli 2013                | 20. März 2013, Rostock, Sabine Rhabek                          |  |
| Viking Kadlin   | 2016    | Neptun Werft | S.562     | 07002035   | 25. Februar 2016            | 1. März 2016, Amsterdam Beth Butzlaff                          |  |
| Viking Kara     | 2014    | Neptun Werft | S.547     | 07002000   | 25. Juni 2014               | 18. März 2014, Rostock, Laura Pfleumer                         |  |
| Viking Karis    | 2020    | Neptun Werft |           |            |                             |                                                                |  |
| Viking Kvasir   | 2014    | Neptun Werft | S.545     | 07001991   | 10. April 2014              | 18. März 2014, Rostock, Monica Petitpierre                     |  |
| Viking Lif      | 2014    | Meyer Werft  | S.543     | 07001983   | 27. Februar 2014            | 17. März 2014, Amsterdam, Sarah Henshall                       |  |
| Viking Lofn     | 2015    | Neptun Werft | S.551     | 07002020   | 11. März 2015               | 24. März 2015 Amsterdam, Karoline Landa                        |  |
| Viking Magni    | 2013    | Neptun Werft | S.538     | 07001972   | 5. September 2013           | 17. März 2014, Amsterdam, Vicky Garcia                         |  |
| Viking Mani     | 2014    | Neptun Werft | S.549     | 07002003   | 12. August 2014             | 24. März 2015, Amsterdam, Julie Rosoff                         |  |
| Viking Mimir    | 2015    | Neptun Werft | S.557     | 07002025   | 29. April 2015              | 24. März 2015 Rostock, Jana Hudakova                           |  |
| Viking Modi     | 2015    | Neptun Werft | S.554     | 07002017   | 11. März 2015               | 24. März 2015 Amsterdam, Faye Pirie                            |  |
| Viking Njord    | 2012    | Neptun Werft | S.524     | 07001955   | 26. April 2012              | 21. März 2012, Rostock, Gail Wiswedel                          |  |
| Viking Odin     | 2012    | Neptun Werft | S.521     | 07001950   | 21. Februar 2012            | 21. März 2012, Amsterdam Joanna Lumley                         |  |
| Viking Rinda    | 2013    | Neptun Werft | S.534     | 07001966   | 6. Juni 2013                | 20. März 2013, Rostock, Agapi Stassinopoulos                   |  |
| Viking Rolf     | 2016    | Neptun Werft | S.563     | 07002037   | 25. Februar 2016            | 1. März 2016, Amsterdam Lisa Anciaux                           |  |
| Viking Sigrun   | 2019    | Neptun Werft |           |            |                             | 19. März 2019, Basel                                           |  |
| Viking Sigyn    | 2019    | Neptun Werft | S.577     | 07002115   |                             | 19. März 2019, Warnemünde                                      |  |
| Viking Skadi    | 2013    | Neptun Werft | S.527     | 07001960   | 26. Februar 2013            | 20. März 2013, Amsterdam, Lady Fiona Carnarvon                 |  |
| Viking Skirnir  | 2015    | Neptun Werft | S.553     | 07002018   | 11. März 2015               | 24. März 2015 Amsterdam, Donora Anderson                       |  |
| Viking Tor      | 2013    | Neptun Werft | S.531     | 07001962   | 27. März 2013               | 20. März 2013, Rostock, Marit Barstad                          |  |
| Viking Tialfi   | 2016    | Neptun Werft | S.564     | 07002036   | 25. Februar 2016            | 1. März 2016, Amsterdam Sinead O’Connell                       |  |
| Viking Tir      | 2019    | Neptun Werft |           |            |                             | 19. März 2019, Brunsbüttel                                     |  |
| Viking Ullur    | 2019    | Neptun Werft |           |            |                             | 19. März 2019, Warnemünde                                      |  |
| Viking Vali     | 2019    | Neptun Werft |           |            |                             | 19. März 2019, Brunsbüttel                                     |  |
| Viking Var      | 2013    | Neptun Werft | S.532     | 07001963   | 16. April 2013              | 20. März 2013, Rostock, Geraldine Norman                       |  |
| Viking Ve       | 2015    | Neptun Werft | S.556     | 07002015   | 11. März 2015               | 24. März 2015 Amsterdam, Miriam Kajuchova                      |  |
| Viking Vidar    | 2015    | Neptun Werft | S.552     | 07002019   | 11. März 2015               | 24. März 2015 Amsterdam, Kornelia Pfeiffenberger               |  |
| Viking Vilhjalm | 2016    | Neptun Werft | S.561     | 07002034   | 25. Februar 2016            | 1. März 2016, Amsterdam Beryl Gibson                           |  |
| Viking Vili     | 2015    | Neptun Werft | S.558     | 07002026   | 29. April 2015              | 24. März 2015 Rostock, Henrieta Balisova                       |  |

## Unfälle
– chronologisch –
- Die Viking Bragi rammte am 18. Juni 2016 gegen 2 Uhr morgens mit 170 Reisenden und 50 Besatzungsmitgliedern besetzt auf der Altmühl, die dort zum Main-Donau-Kanal ausgebaut ist, bei Riedenburg ein Baugerüst an der St.-Anna-Brücke. ⊙ Das Schiff war bei der Bergfahrt auf der gesperrten Seite durch die Brücke gefahren. Es gab keine Verletzten, jedoch einen Sachschaden von rund 800.000 Euro.[36] Die Viking Bragi war bereits 2013 auf dem Rhein an einer Brücke havariert.[37][38]
- Die Viking Tor streifte am 19. Juni 2016 auf der Donau bei Poikam in Bad Abbach einen Pfeiler der Brücke der Bahnstrecke Regensburg–Ingolstadt und stellte sich quer. ⊙ Es gab nur Sachschaden, die Bergung der 186 Passagiere und 51 Besatzungsmitglieder gestaltete sich wegen der dort herrschenden Strömungsverhältnisse schwierig und erfolgte mit einer Drehleiter vom Land aus.[39]
- Die Viking Skadi lief in den frühen Morgenstunden des 19. August 2016 mit 226 Passagieren an Bord auf dem Rhein bei Rees/Kalkar auf Grund und fuhr sich dort fest.[40]
- Die Viking Freya havarierte in der Nacht vom 10. auf den 11. September 2016 um 1:30 Uhr auf dem Main-Donau-Kanal bei Erlangen, da das Steuerhaus nicht rechtzeitig abgesenkt wurde. Es rammte zuerst die Brücke der Kreisstraße ER 2, die dort Sylvaniastraße heißt, und anschließend die Bahnbrücke der Industriebahnstrecke, an der das Schiff unmittelbar nördlich der Lände Frauenaurach bei MDK-km 47,6 zum Liegen kam. ⊙ Bei der Kollision starben ein Schiffsführer und ein weiteres Besatzungsmitglied.[41] Die Bergung der 181 Passagiere und 49 Besatzungsmitglieder dauerte mehrere Stunden, weil zuerst eine Notbrücke gebaut werden musste, über die die zumeist älteren Passagiere aus Nordamerika das havarierte Schiff zu Fuß verlassen konnten. Etwa 220 Rettungskräfte waren dort im Einsatz.[42] Aufgrund des hohen Zerstörungsgrades des Steuerstandes kann eine genaue Unfallursache wohl nicht mehr ermittelt werden.[43]
- Am 1. November 2016 kollidierte die Viking Ingvi mit dem Wehrsteg ⊙ der Schleuse Obernau. Dabei wurde das Steuerhaus zerstört.[44]
- Am Abend des 29. Mai 2019 kollidierte die Viking Sigyn in Budapest nahe der Margaretenbrücke mit dem kleinen Ausflugsschiff Hableány, das daraufhin kenterte und innerhalb von Sekunden sank. An Bord des untergegangenen Schiffes befanden sich eine 33 Personen umfassende südkoreanische Reisegruppe und zwei ungarische Besatzungsmitglieder. Innerhalb des ersten Tages konnten sieben Fahrgäste lebend und weitere sieben Fahrgäste tot geborgen werden.[45]
- Am 5. Juni 2019 beschädigte die Viking Idi bei der Einfahrt das unterwasserseitige Tor der Schleuse Riedenburg schwer, was in der Folge zu einer zweiwöchigen Sperre des Main-Donau-Kanals und einem Stau von über 100 Binnenschiffen führte.[46][47]
- Am 6. Mai 2022 kollidierte die Viking Aegir mit der Eisenbahnbrücke Komárno–Komárom über die Donau. Der Bahnverkehr wurde unterbrochen. Der slowakische Verkehrsminister Andrej Doležal nannte eine Zahl von elf Verletzten. Als Ursache wird ein Unwohlsein des Kapitäns angegeben.[48]
- Weitere Havarien:

Weitere Havarien von Viking-Longships in den 2010er Jahren:
- Viking Aegir, im September 2013 auf dem Main auf Grund gelaufen
- Viking Forseti, im September 2013 dreimal verunglückt, u. a. bei Forchheim